# Roman Misiewicz (bokser)
Roman Misiewicz (ur. 6 sierpnia 1957 w Warszawie) – polski bokser, wielokrotny drużynowy mistrz Polski, od początku kariery w Gwardii Warszawa.
Wicemistrz Polski z 1978 roku w wadze lekkiej (do 60 kg), w walce o złoto przegrał z Leszkiem Kosedowskim ze Stoczniowca Gdańsk. Zdobył też brązowy medal mistrzostw Polski w 1982 w wadze lekkopółśredniej (do 63,4 kg). Srebrny medalista Turnieju Międzynarodowego w Ułan Bator w 1980. Zwycięzca Turnieju im. Feliksa Stamma w 1981 w kategorii do 63,5 kg i wielu prestiżowych turniejów na świecie. Reprezentował Polskę na mistrzostwach świata w 1982 w Monachium. Stoczył 140 walk.
Został trenerem w Gwardii Warszawa. U niego pierwsze kroki stawiali, między innymi, tacy pięściarze jak Maciej Sulęcki, Norbert Dąbrowski, Jarosław Hutkowski czy Tomasz Hutkowski.